# Вассиан (Стригин-Оболенский)
Епископ Вассиан (в миру князь Василий Иванович Стригин Большой Оболенский, † 23 мая 1508, Тверь) — епископ Русской православной церкви, епископ Тверской.
Старший сын московского боярина и воеводы Ивана Васильевича Стриги-Оболенского из рода черниговских князей — потомков Михаила Всеволодовича Черниговского, двоюродный брат Иоасафа, архиепископа Ростовского.

## Биография
До поставления во епископа Вассиан был архимандритом тверского Отроча успенского монастыря (по-видимому, с 1461 года, когда настоятель этой обители Геннадий (Кожин) стал епископом Тверским).
Хиротонисан на Тверскую кафедру в Москве (6 декабря 1477 года), хиротонию возглавил митрополит Геронтий, при совершении таинства присутствовал великий князь Иван Иванович Молодой, старший сын и соправитель великого князя Ивана III Васильевича. Поставление епископом Тверским сына одного из близких советников Ивана III отразило растущую зависимость Тверского княжества от Москвы. В Твери были обретены мощи святителя Арсения, епископа Тверского (1483). По благословению Вассиана состоялась местная канонизация святителя.

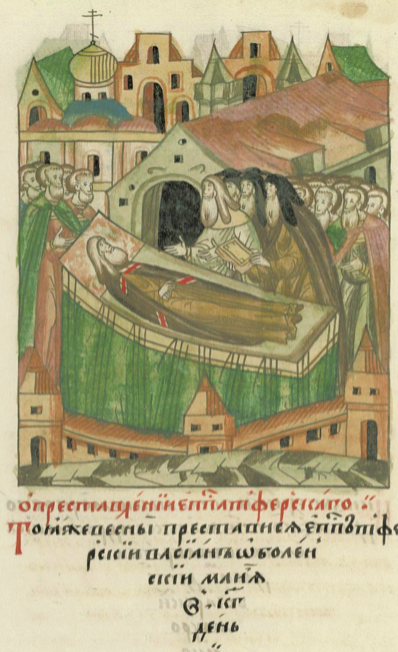
Смерть епископа Вассиана в 1508 году

К Ивану III прибыло тверское посольство во главе с епископом Вассианом, имевшее целью урегулирование напряжённых отношений с великим князем (июль 1485). Однако оно не было принято Иоанном III, и в августе московские войска выступили на Тверь. После бегства тверского князя Михаила Борисовича епископ Вассиан, тверские служилые князья и бояре из осаждённого города явились в ставку Ивана III и признали присоединение Твери к Москве (11 сентября 1485 года).
Вассиан являлся участником ряда церковных Соборов, проходивших в Москве в конце XV — начале XVI века. Присутствовал при поставлении на митрополичий престол Зосимы (12 сентября 1490 года), Участвовал в Соборе на жидовствующих (17 октября 1490 года), в избрании (6 сентября 1495 года) и поставлении (20 сентября 1495 года) митрополита Симона. Участвовал в хиротонии епископа Сарского и Подонского Евфимия (18 декабря 1496 года). Присутствовал в Успенском соборе Московского Кремля при венчании на великое княжение Димитрия Ивановича (4 февраля 1498 года), внука великого князя Ивана III. Участвовал в Соборе, на котором, в частности, рассматривался вопрос о монастырском землевладении (август — сентябрь 1503).
Скончался в Твери 23 мая 1508 года. Погребён в кафедральном Спасо-Преображенском соборе Твери.